# بیشان
بیشان (به انگلیسی: Bishan) یک ناحیهٔ شهری در کشور سنگاپور است که در سرشماری سال ۲۰۱۰ میلادی، ۹۱٬۲۹۸ نفر جمعیت داشته‌است.